# Reading and Leeds Festivals
Les Reading and Leeds Festivals sont deux festivals de rock organisé annuellement pendant les jours fériés britanniques de la fin août à Reading et Leeds, en Angleterre, au Royaume-Uni. Ils partagent tous deux la même affiche et durent trois jours. Créé en 1971, le Reading festival est l'un des plus anciens festival au monde de musique populaire qui soit toujours en activité. Il accueille différents styles mais reste musicalement à dominante rock alternatif, rock indépendant, punk rock et heavy metal. Depuis 1999, il réunit deux festivals distincts.
Les festivals sont organisés par Festival Republic. Ils sont rebaptisés The Carling Weekend: Reading et The Carling Weekend: Leeds à des fins promotionnelles entre 1998 et 2007. Ces noms n'étaient pas populaires malgré leur mention dans les médias. En novembre 2007, les festivals récupérèrent leur titres originaux. En 2011, la capacité du site de Reading était de 87 000 personnes et celui de Leeds de 75 000 personnes.

## Histoire

### Origines
Le Reading Festival provient du National Jazz and Blues Festival, conçu par Harold Pendleton (fondateur du Marquee Club à Londres). Il se déroule pour la première fois  au stade athlétique de Richmond dans la banlieue sud-ouest de Londres en 1961 s'inspirant d'autres évènements similaires aux États-Unis. Lors de ses dix premières années d'existence, le festival a de nombreuses fois changé de nom et de lieu. Ainsi, il s'est tenu dans plusieurs villes du Sussex et du Berkshire avant de s'installer définitivement à Reading en 1971.

### Années 1970

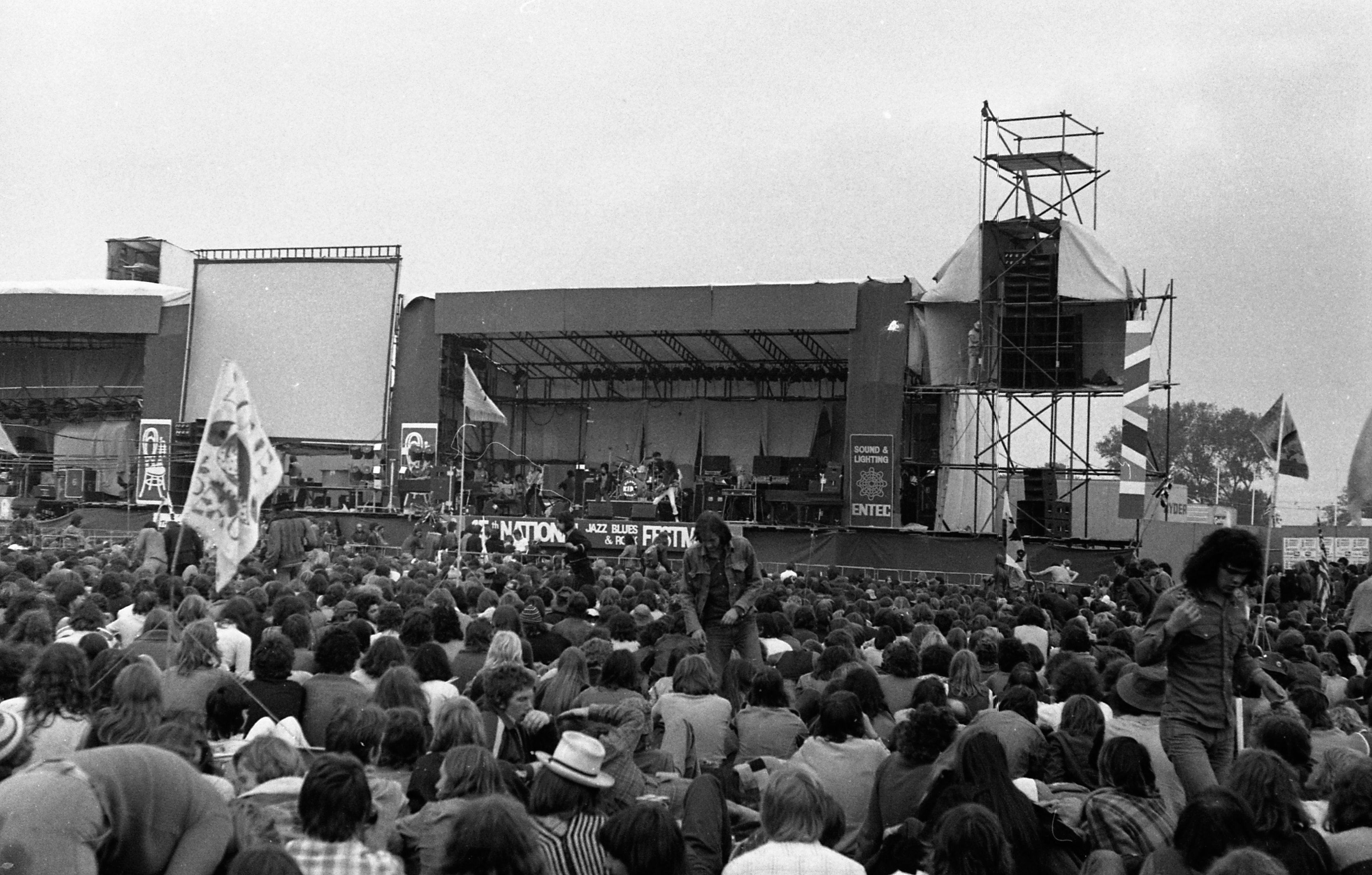
Reading Festival, en 1975.

Pendant les années 1970, le festival accueille une variété de groupes de rock progressif, de blues et de heavy metal. En 1978, le punk rock fait son apparition dans l'affiche avec des groupes comme The Jam, Sham 69 et Penetration. Le festival tente d'apporter à la fois des groupes de rock et punk plus traditionnels, ce qui mène à des affrontements entre les fans des genres. Même si les Ramones jouent l'année suivante, le festival est progressivement devenu connu pour sa programmation rock et heavy metal.

### Années 1980
Pendant cette décennie, le festival continua sur un format similaire à celui de la fin des années 1970 avec des groupes de rock et heavy metal de l'époque, mais aussi une programmation plus variée avec des groupes de punk rock et new wave.
En 1984 et 1985, le conseil municipal dirigé par le parti conservateur a interdit le déroulement du festival en justifiant vouloir récupérer son terrain afin de développer cette zone. Le conseil refusa d'accorder les licences nécessaires à la tenue du festival sur un autre lieu à proximité de Reading. En 1984, la plupart des groupes avaient confirmé leur participation. Les tickets étaient déjà en vente avec en tête d'affiche le groupe Marillion. Les promoteurs ont tenté de sauver le projet en proposant la tenue du festival dans le Northamptonshire mais en vain. Un line-up proposé parait dans le magazine gratuit Soundcheck : vendredi 24 août - Hawkwind, The Boomtown Rats, Snowy White, The Playn Jayn, Dumpy's Rusty Nuts, Wildfire, Chelsea Eloy, Tracy Lamb, New Torpedoes ; samedi 25 - Jethro Tull, Hanoi Rocks, Steve Hackett, Club Karlsson, Nazareth, Twelfth Night, Thor, Silent Running, New Model Army, IQ, The Roaring Boys, She ; dimanche 26 - Marillion, Grand Slam, The Bluebells, Helix, Clannad, The Opposition, The Enid, Young Blood, Scorched Earth, Terraplane). Le fossé créé par l'absence du festival ces années a fait exploser la popularité du festival « hippie », le Glastonbury Festival.
En 1986, le Parti travailliste reprend le contrôle du conseil municipal de Reading et autorise l'utilisation de champs adjacents à l'emplacement d'origine. Les billets sont disponibles trois mois à l'avance. L'année suivante est considérée pour certains comme la dernière édition des années classic rock du festival. Les têtes d'affiche étaient entre autres : The Mission, Alice Cooper et Status Quo.
En 1988, le festival subi une évolution vers une programmation pop commerciale. Ainsi les artistes comme Starship, Squeeze, Bonnie Tyler et Meat Loaf se produisent cette année et endurent les jets de bouteille du public lors de leurs prestations. À la suite des reproches de mauvaise gérance, le promoteur historique du festival Harold Pendleton se voit remplacé par la société de gestion Mean Fiddler Music Group.
Harold Pendleton tente de continuer sur un nouveau site à côté de Newbury sous le nom « Redding Festival » mais cette tentative s'avère infructueuse. Pendant ce temps, le Reading Festival sous la direction du Mean Fiddler Music Group reste à son emplacement original, sur la rive de la Tamise à Reading. Il y poursuit sous un format gothique et indé, ce qui aliène les fans de la première heure et affecte la fréquentation qui continue de baisser. À cette période, le futur du festival est compromis. Toutefois, sa fréquentation augmente à partir de 1992 à la suite de l'élargissement de son spectre musical.

### Années 1990
En 1991, le groupe Nirvana fait sa première apparition en milieu d'affiche. Émerge aussi pour la première fois des groupes de britpop tels que Suede et Blur.
1992 est l'une des années les plus célèbres de l'histoire du festival. Nirvana joue ce qui allait devenir son dernier concert au Royaume-Uni, et un de leurs plus célèbres. Leur performance live 1992 est enregistrée sous le nom Live at Reading sorti en novembre 2009. Le chanteur du groupe, Kurt Cobain est monté sur scène dans un fauteuil roulant poussé par le journaliste Everett True, parodiant les spéculations sur sa santé mentale. Il rejoint ensuite le reste du groupe, pour jouer un assortiment de morceaux anciens et nouveaux. Les frasques de Donita Sparks du groupe L7 sont également connus pour avoir eu lieu sur la scène du Reading Festival en 1992 où, en réponse aux projectiles que le public envoyait sur le groupe, balança son tampon dans la foule. Cet évènement est considéré comme « l'anecdote la plus dégoûtante de l'histoire du rock » par le magazine en ligne Spinner.
Les années suivantes, la fréquentation continue de croître à la suite de la popularité grandissante des festivals en plein air. Les groupes britpop et indépendants continuent de dominer l'affiche ainsi que les groupes de rock. Des groupes rap comme Ice Cube commencent à faire leur apparition régulièrement sur la scène principale malgré un accueil mitigé. En 1992, Public Enemy furent en tête et les Beastie Boys en milieu d'affiche. En 1996, les membres restants du groupe The Stone Roses donnent un dernier concert désastreux. En 1998, le festival absorbe le défunt Phoenix Festival. En résulte une fameuse altercation sur scène entre les Beastie Boys et The Prodigy sur la chanson Smack My Bitch Up.
En 1999, le festival acquiert un second terrain à Leeds où le V Festival eut lieu en 1997 et 1998. Il est clair que le site de Reading devient trop petit pour faire face à une fréquentation grandissante.
La première année, les groupes jouent à Leeds le jour suivant leur apparition sur le site de Reading. Le Reading festival étant ouvert du vendredi au dimanche et celui de Leeds du samedi au lundi. Cependant, depuis 2001, le système mis en place est : Les groupes jouant sur le site de Reading jouent le jour suivant à Leeds. Les groupes jouant à Leeds le vendredi, jouent à Reading le dimanche (avec l'exception des années 2009 et 2010 lorsque les groupes jouant à Leeds jouaient à Reading le jour suivant. Les groupes jouant le vendredi à Reading, jouent à Leeds le dimanche).

### Années 2000

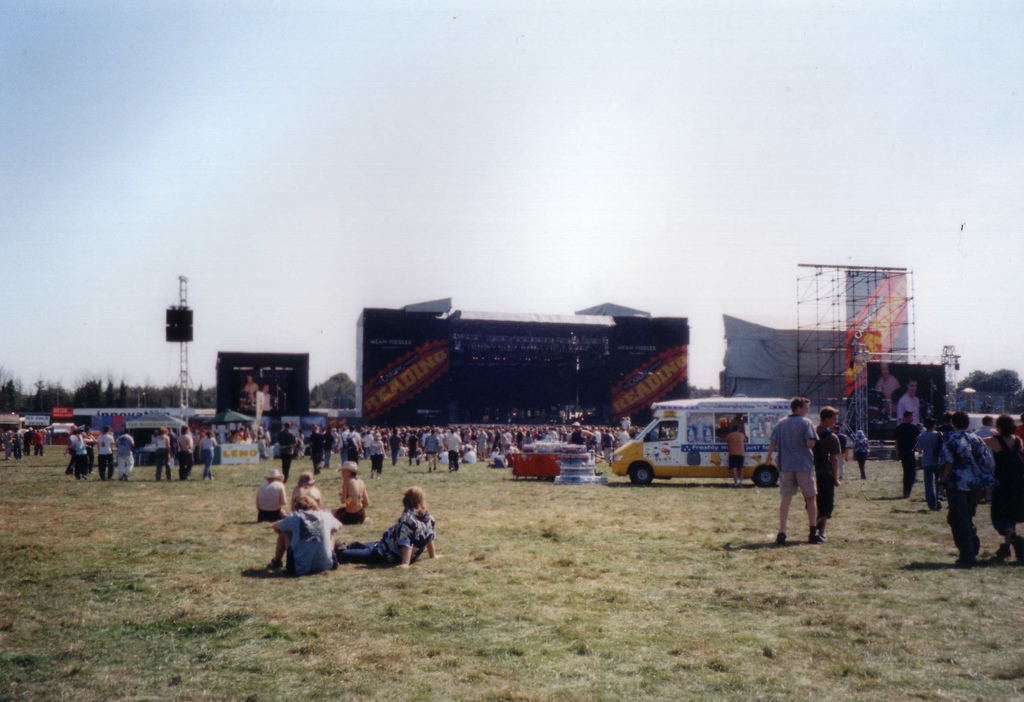
Reading Festival 2000.

Après une première édition du festival à Leeds couronnée de succès, un regain continu de popularité des festivals en plein air mena le Reading festival à afficher complet de plus en plus tôt chaque année. Cependant, le site de Leeds a été en proie à des émeutes et des violences. Elles conduisent à des difficultés pour le maintien de l'autorisation de la tenue du festival. Ces violences connaissent un pic en 2002. En 2003, la société de gestion Mean Fiddler déplace le festival à Bramham Park, dans le nord-est de Leeds afin de limiter les problèmes de ce genre et d'augmenter la sécurité du public. Cependant, ce déménagement présente plus de difficultés pour les techniciens mais est plus adapté aux besoins des festivaliers.
Dans les débuts des années 2000, le festival présente un line-up vaste mais majoritairement rock. Bien que le festival soit essentiellement rock certains artistes comme Cypress Hill (1994, 2010), Ice Cube (1994), Beastie Boys (1998), Eminem (2000, 2001, 2013), Xzibit (2001), Jay-Z (2003), 50 Cent (2004), Dizzee Rascal (2004, 2006, 2008, 2010) et The Streets (2004, 2006, 2011) jouent au fil des ans, particulièrement lorsque le hip-hop reste populaire au début des années 2000.
En 2005, les scènes principales des festivals ont été élargies et muni de grands écrans en porte-à-faux. 2005 voit aussi la naissance du festival off de Reading, le « Reading Fringe Festival ». Tout comme le Edinburgh Festival Fringe, un festival en marge se déroule dans le centre-ville de Reading en espérant attirer les festivaliers. Ce festival off a lieu depuis tous les ans.

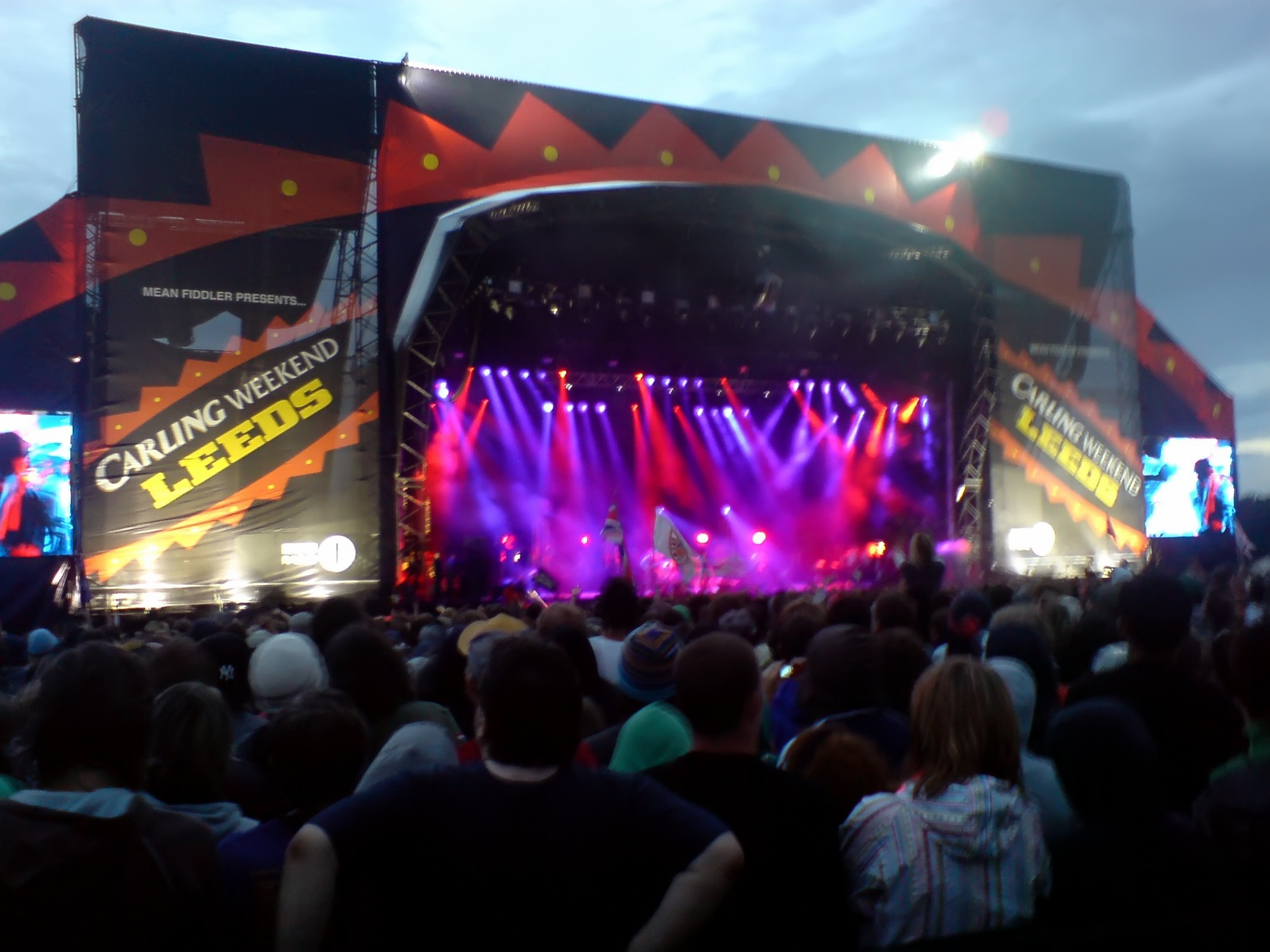
Arctic Monkeys jouant le dimanche sur la scène du Leeds Festival 2006.

Les passes trois jours sont vendus en moins de deux heures, et cela dès l'annonce de la mise en vente des billets et du line-up de l'édition 2006. Battant tous les records de ventes. Ce record de vente montre l'essor des concerts rock grâce au regain de popularité du style mais souligna aussi la non tenue du Glastonbury Festival. Plus de billets pour le week-end furent mis en vente une nouvelle fois, et se vendent en 26 minutes. Toujours en 2006, la société de gestion Mean Fiddler annonce pouvoir utiliser un nouvel arrêté du gouvernement permettant au festival de se maintenir plus tard dans la nuit. Les organisateurs réussissent à garder les festivaliers contents sous la tente Oxfam ou au Silent Disco.
L'édition 2007 se déroule du 24 au 27 août. Toutefois, des préoccupations d'ordre climatique firent surface à cause de pluies diluviennes qui s'abattent sur le Royaume-Uni. La Tamise est sortie de son lit provoquant une inondation sur le site du festival. La mise en place d'un plan d'urgence est engagée afin de déplacer le terrain de camping et les parcs de stationnement au cas où la situation persistait. Les Kaiser Chiefs jouent un « concert secret » dans la tente Carling, seulement sur le site de Leeds (Leeds étant leur ville d'origine) sous le nom « Hooks For Hands ».
Le Reading and Leeds Festival se déroulent le weekend du 22 au 24 août. Les billets sont mis en vente le 31 mars à 18 h 45. La totalité des tickets est vendue en moins de 2 heures. Les revendeurs HMV sont en rupture de billet en une heure. Cette année, la scène BBC Introducing... fait son apparition. Elle remplace la scène Top Man Unsigned sur le site de Leeds alors qu'elle est une nouveauté à Reading.
Par la suite, le Reading festival voit un grand nombre de changements sur son site. Le déplacement du stand d'échange des bracelets vers les portes extérieures. Un pont est créé afin de traverser la Tamise et connecter la zone de camping Blanche au terrain principal du festival. Et de nombreuses améliorations de la sécurité. En raison d'un mélange de changements administratifs, d'une affluence plus forte que les années précédentes et d'un grand nombre de billets contrefaits, certains festivaliers attendent parfois même 15 heures avant d’accéder au site.
Le Leeds Festival connait de fortes précipitations et le site est gorgé d'eau causant des problèmes de déplacement entre le camping et l'arène. Le mauvais temps et le transit de plusieurs milliers de personnes ont entraîné la formation de grandes étendues de boue sur le site de camping.
Les tickets pour l'édition 2009 sont vendus en deux jours. Une autre vente eu lieu le 30 mars à 19 h 0 et les passes weekend pour le Reading Festival sont épuisés en quelques heures. Pour la première fois, les drapeaux et bannières sont bannis des deux festivals à la suite  de plaintes de spectateurs ne pouvant plus voir la scène principale. Les bannières et les drapeaux étaient des éléments traditionnels du Reading Festival depuis le début des années 1970. Ils sont utilisés pour permettre aux groupes de motards de se reconnaître entre eux, et pour d'autres de s'identifier les uns les autres dans la foule. Cette année, une nouvelle sonorisation  est installée, ce qui améliore grandement la qualité sonore sur les deux sites.

### Années 2010

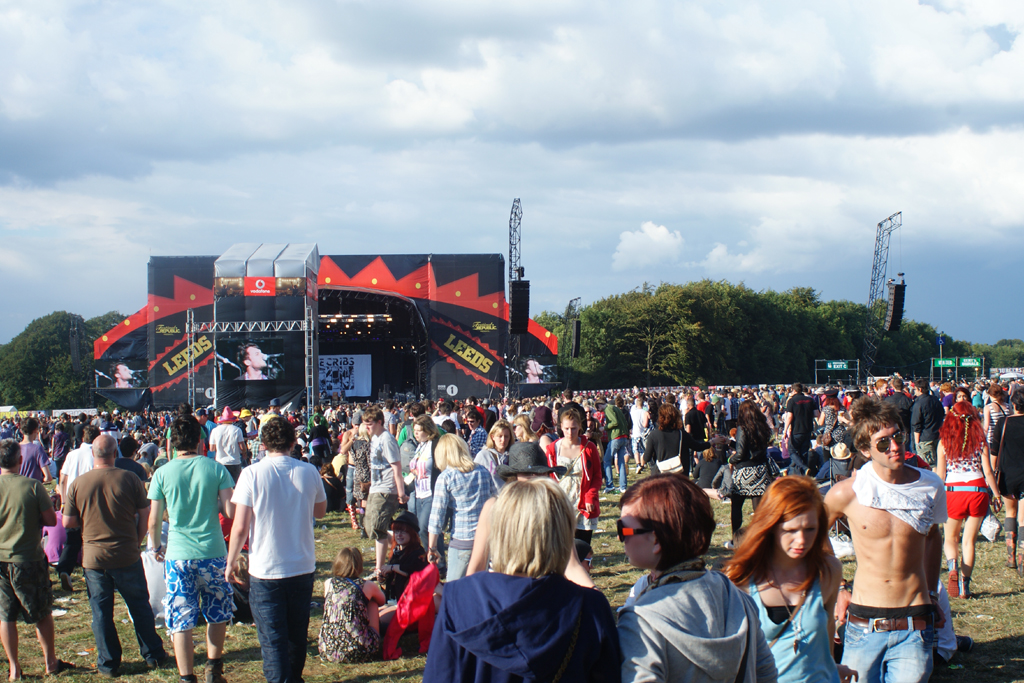
The Cribs sur la scène principale du Leeds Festival 2010.

Un line-up partiel est annoncé le 29 mars 2010 peu après la mise en vente des billets. Le 16 août 2010, les Guns N' Roses, Arcade Fire et Blink-182 sont confirmés en tête d'affiche du festival avec Lostprophets, Queens of the Stone Age, The Libertines, Paramore, LCD Soundsystem, Billy Talent, Biffy Clyro, Pendulum, Weezer, Klaxons, Modest Mouse et Frank Turner jouant aussi pendant le weekend.
Une polémique est survenue après le retard d'une heure des Guns N' Roses, malgré les avertissements donnés par l'organisation du festival sur le fait que le groupe serait retiré de l'affiche s'ils ne respectaient les contraintes de temps imposées par la municipalité. Après avoir joué 30 minutes, le son est coupé après l'interprétation du titre Paradise City. Le groupe reste assis sur la scène en signe de protestation mais beaucoup de fans avaient déjà quitté les lieux, déçus par leur prestation et l'absence d'excuse.
Les premiers noms sont officialisés le 21 mars 2011 peu après la mise en vente des billets.My Chemical Romance, Pulp, The Strokes et Muse furent confirmés en tête d'affiche sur les trois jours. Les ventes de billets ne sont pas aussi bonnes que les dernières années. Le 26 juillet 2011, Festival Republic annonce, 127 jours après leur mise en vente, que tous les billets pour le week-end du Reading festival étaient vendus. Cependant, de nombreux fans ont fait remarquer que certains billets étaient toujours en vente sur le site du revendeur agréé Stargreen jusqu'à la veille de l'évènement. Les billets une journée étaient eux aussi toujours disponibles le jour du festival.
L'édition 2012 du festival a lieu du 24 au 26 août. Les billets sont vendus en décembre 2011 avant d'être disponible le 12 mars 2012 lors de la révélation de l'affiche. Le paiement en plusieurs fois est réintroduit cette année-là afin d'augmenter les ventes. La capacité du site de Leeds est augmenté à 80 000 personnes pour atteindre 90 000 en 2014. Le groupe Green Day joue un concert surprise, annoncé peu de temps avant le début du festival sur la BBC Radio 1. Le festival a lieu du 23 au 25 août. Les billets sont mis en vente le 30 novembre 2012. Deux nouvelles scènes seront présentes : la BBC Radio 1 Dance Stage et la BBC Radio 1Xtra Stage. Les têtes d'affiches étaient Biffy Clyro, Green Day et Eminem lorsque Nine Inch Nails, System of a Down et Chase and Status sont programmés en première partie de soirée. D'autres artistes tels que Skrillex, Disclosure, ASAP Rocky, Fall Out Boy, Foals et Knife Party partagent avec ces derniers l'affiche. Le site de Reading était complet tout le long du week-end, alors que celui de Leeds l'est seulement la journée du vendredi.

### Années 2020
Le 12 mai 2020, il est annoncé que les festivals de l'année étaient annulés en raison de la pandémie de Covid-19. Les festivals devaient accueillir le premier concert de Rage Against the Machine au Royaume-Uni depuis 10 ans, ainsi que les premières apparitions de Stormzy et de Liam Gallagher en tant que têtes d'affiche. Le festival de 2021 comprend deux scènes principales avec six têtes d'affiche, dont Stormzy et Liam Gallagher de l'année précédente.
En 2022, le Festival Republic est critiqué à la suite d'un certain nombre d'incidents survenus sur les deux sites du festival. À Reading, plusieurs incendies sont signalés, ainsi que des tasses, des chaises, des gobelets et d'autres objets lancés. À Leeds, David Celino, 16 ans, décède après avoir été soupçonné d'avoir consommé de l'ecstasy. 

## Scènes
Le festival possède généralement les scènes suivantes :
- Scène principale – groupes majeurs de rock, rock indépendant, rock alternatif et heavy metal.
- Scène NME/Radio 1, alternance de groupes plus ou moins connus de la scène alternative.
- Scène Festival Republic (anciennement nommé Carling Stage), groupes ayant moins d'attrait populaire.
- Scène Lock Up, groupes d'underground punk et d'hardcore. À la suite de la demande, cette scène est, depuis 2006, utilisée deux jours au lieu d'une seule journée lors des éditions précédentes.
- Tente Dance, groupes de dance, le jour où la scène Lock Up n'est pas en fonction.
- Tente Alternative, principalement des spectacles comiques et de cabaret.
- Scène BBC Introducing, groupes non-signés ou peu connus. (Connu sous le nom Topman Unsigned Stage sur le site de Leeds)

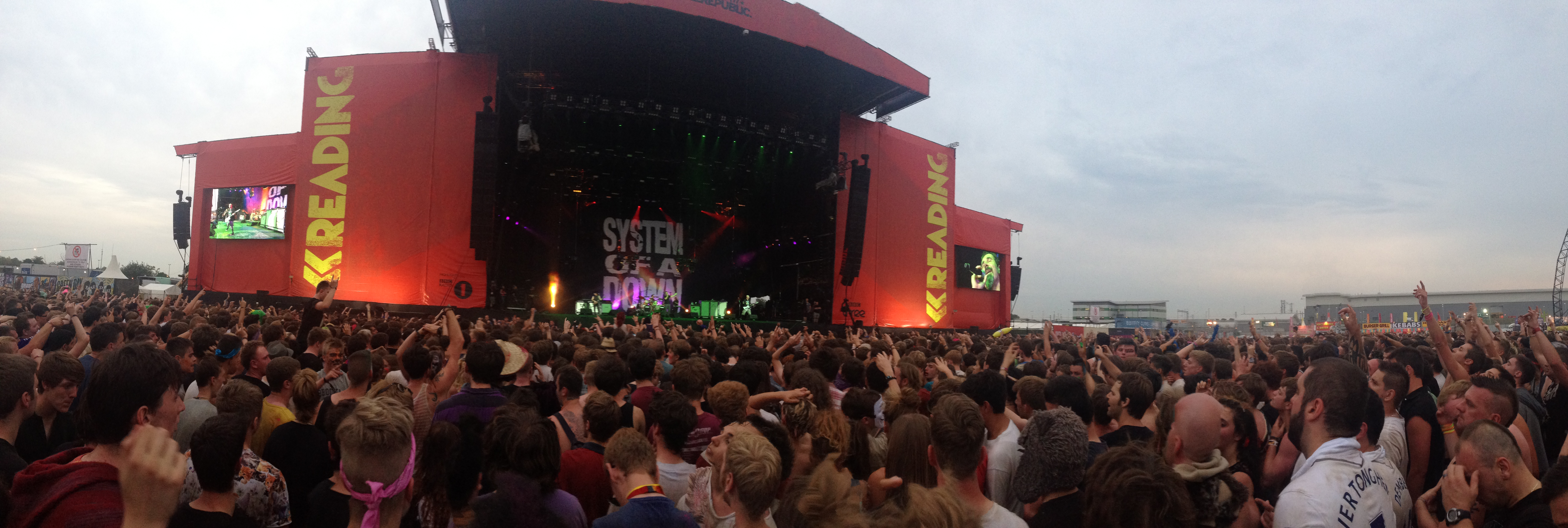
Image panoramique de la Main Stage avec System of a Down sur scène.

## Incidents

### Jet de bouteilles
Les jets de bouteilles et d'autres objets divers du public vers la scène, forçant le groupe visé à quitter la scène, est une longue tradition du festival. Les jets à grande échelle des années 1970 et 1980 ont depuis longtemps cessé, mais certains groupes aux prestations jugées décevantes ont été contraints de quitter la scène tout au long de l'histoire du festival.
En 1983, le groupe de reggae Steel Pulse endure ce qui reste peut-être l'attaque la plus vicieuse jamais vue dans le festival, étant bombardé dès son apparition sur scène par une avalanche de missiles lancés par les ranges temporairement unis des punks et des rockers attendant de voir The Stranglers. En 1988, Bonnie Tyler termine son concert en dépit d'un bombardement de bouteilles et de mottes de gazon. Le même jour, la tête d'affiche Meat Loaf ne montre pas autant de courage, battant en retraite au bout de 20 minutes de concert après avoir reçu une bouteille de cidre de 2 litres en plein visage.
En 2000, Daphne and Celeste sont programmées sur la scène principale après avoir harcelé leur manager pour l'obtenir, et sont chassées de la scène par des jets de bouteilles après deux chansons. En 2003, Good Charlotte arrête son concert 20 minutes en avance et encourage la foule à jeter des bouteilles tous en même temps au compte de trois après avoir été bombardé tout au long du concert. En 2004, c'est le rappeur 50 Cent qui subit une avalanche de jets de bouteilles. 50 Cent résista presque 20 minutes avant de finalement jeter de rage son micro dans la foule. The Rasmus est également chassé de scène au bout d'une seule chanson.
En 2006 à Reading, Brendon Urie, chanteur du groupe Panic! at the Disco, est atteint par une bouteille en plastique, forçant le groupe à s'interrompre en plein milieu d'une chanson car il gisait au sol. Urie reçoit des soins pendant quelques minutes, et le groupe reprend le concert à l'endroit exact où il s'était arrêté. En 2008, une foule d'environ 3 000 personnes s'était massée devant la scène BBC Introducing Stage de Reading pour voir le groupe The FF'ers à la suite de rumeurs affirmant qu'il s'agirait en fait d'un concert secret des Foo Fighters. Quand il s'avère que ce n'était pas le cas, le groupe subit les injures de la foule ainsi que des jets de bouteilles.

## Liste des têtes d'affiche
- 1961 : Roger Damen, John Frodsham, Dick Charlesworth, Charlie Barnes, Tubby Hayes, Ken Colyer, Clyde Valley Stompers
- 1962 : Humphrey Lyttelton, Kenny Ball
- 1963 : The Rolling Stones, Long John Baldry, Muddy Waters
- 1964 : The Yardbirds, Manfred Mann, The Rolling Stones
- 1965 : The Yardbirds, Manfred Mann, The Animals
- 1966 : The Who, The Yardbirds, Cream
- 1967 : Small Faces, Paul Jones, Cream
- 1968 : T. Rex, Jethro Tull, The Nice
- 1969 : Pink Floyd, The Who, The Nice
- 1970 : The Groundhogs, Cat Stevens, Deep Purple
- 1971 : Arthur Brown, East of Eden, Colosseum
- 1972 : Curved Air, Faces, Ten Years After
- 1973 : Rory Gallagher, Faces, Genesis
- 1974 : Alex Harvey, 10cc, Traffic
- 1975 : Hawkwind, Yes, Wishbone Ash
- 1976 : Gong, Rory Gallagher, Osibisa
- 1977 : Golden Earring, Thin Lizzy, Alex Harvey
- 1978 : The Jam, Status Quo, Patti Smith
- 1979 : The Police, Thin Lizzy, Peter Gabriel
- 1980 : Rory Gallagher, UFO, Whitesnake
- 1981 : Girlschool, Gillan, The Kinks
- 1982 : Budgie, Iron Maiden, Michael Schenker Group
- 1983 : The Stranglers, Black Sabbath, Thin Lizzy
- 1984-1985 : Pas d'édition cette année.
- 1986 : Killing Joke, Hawkwind, Saxon
- 1987 : The Mission, Status Quo, Alice Cooper
- 1988 : Ramones, Starship, Squeeze
- 1989 : New Order, The Pogues, The Mission
- 1990 : The Cramps, Inspiral Carpets, Pixies
- 1991 : Iggy Pop, James, The Sisters of Mercy
- 1992 : Nirvana, The Wonder Stuff, Public Enemy
- 1993 : Porno For Pyros, The The, New Order
- 1994 : Cypress Hill, Primal Scream, Red Hot Chili Peppers
- 1995 : The Smashing Pumpkins, Björk, Neil Young
- 1996 : The Prodigy, Black Grape, The Stone Roses
- 1997 : Suede, Manic Street Preachers, Metallica
- 1998 : Jimmy Page et Robert Plant, Beastie Boys, Garbage
- 1999 : The Charlatans, Blur, Red Hot Chili Peppers
- 2000 : Oasis, Pulp, Stereophonics
- 2001 : Travis, Manic Street Preachers, Eminem
- 2002 : The Strokes, Foo Fighters, Guns N' Roses (Leeds), The Prodigy
- 2002 : The Strokes, Foo Fighters, Guns N' Roses (Leeds), The Prodigy
- 2003 : Linkin Park, Blur, Metallica
- 2004 : The Darkness, The White Stripes, Green Day
- 2005 : Pixies, Foo Fighters, Iron Maiden
- 2006 : Franz Ferdinand, Muse, Pearl Jam
- 2007 : Razorlight, Red Hot Chili Peppers, The Smashing Pumpkins
- 2008 : Rage Against the Machine, The Killers, Metallica
- 2009 : Kings of Leon, Arctic Monkeys, Radiohead
- 2010 : Guns N' Roses, Arcade Fire, Blink-182
- 2011 : My Chemical Romance, The Strokes, Pulp, Muse
- 2012 : The Cure, Kasabian, Foo Fighters
- 2013 : Green Day, Biffy Clyro, Eminem, System of a Down, Nine Inch Nails
- 2014 : Paramore, Queens of the Stone Age, Arctic Monkeys, Blink-182
- 2015 : Mumford and Sons, Metallica, The Libertines
- 2016 : Foals, Disclosure, Red Hot Chili Peppers, Fall Out Boy, Biffy Clyro
- 2017 : Eminem, Muse, Major Lazer, Bastille, Tory Lanez, At The Drive-In, Architects
- 2018 : Fall Out Boy, Travis Scott, Kendrick Lamar, Panic! At The Disco, Kings of Leon
- 2019 : Foo Fighters, The 1975, Post Malone, Twenty One Pilots
- 2020 : Rage Against The Machine, Liam Gallagher, Stormzy, Migos